# Avenida Roca (Tucumán)
La Avenida Julio Argentino Roca es una avenida de San Miguel de Tucumán, Tucumán, Argentina. Se extiende desde la avenida Sáenz Peña hasta la ruta provincial 301, denominándose como avenida Néstor Kirchner entre avenida Alem y su finalización en el acceso suroeste a la ciudad.

## Historia
La avenida fue creada por parte del ensanche del área central de la capital en 1887, siendo originalmente llamada como Avenida Mario Bravo entre Alem y el acceso sudoeste. En 1964 se ensanchó ese tramo de la avenida, cambiando su nombre al actual. Durante el siglo XIX y XX se instalaron la Quinta Agronómica de la Universidad Nacional de Tucumán (lugar donde se produjo el Quintazo en 1972) o la Estación El Provincial (actual Parque El Provincial y Polo Gastronómico).
En 2010, ocho días después del fallecimiento de Néstor Kirchner, se renombró el tramo entre Alem y su término como Avenida Kirchner. Este cambio de nombre fue objeto de controversia y se presentaron diversos proyectos para que recuperara su nombre original los años posteriores. En 2021 se inauguró un corredor de ciclovías en la platabanda de la avenida entre Ejército del Norte y Alem. Asimismo se construyó caminería y mobiliario urbano y se instaló iluminación led.

## Sitios de interés
A lo largo de esta avenida se desarrollan varios lugares de interés y emblemáticos:
- Parque El Provincial
- Parque de la Memoria
- Polo Gastronómico El Provincial
- Escuela Nicolás Avellaneda
- Plaza Sarmiento
- Plaza Estados Árabes
- Escuela Secundaria Campo de las Carreras
- Quinta Agronómica
- Colegio Santísima Trinidad
- Hipermercado Libertad